# سریه حمزه بن عبدالمطلب
کاروانی از قریش تحت ریاست ابوجهل به همراه سیصد نفر از مردم مکه، به طرف شام حرکت کرده بود. محمد پیامبر اسلام نیز حمزه را با سی نفر که همگی از مهاجران مکه بودند، به سوی مکه روانه کرد. چون دو کاروان به یکدیگر رسیدند یکی از افراد به نام مجدی بن عمرو که با هردو دسته پیمان صلح داشت وساطت کرد و بدون اینکه زد و خوردی رخ دهد از یکدیگر جدا شدند. این ماجرا در ماه هفتم هجرت اتفاق افتاد.